# Chiúre
Chiúre è un centro abitato del Mozambico situato nella provincia di Cabo Delgado ed è capoluogo dell'omonimo distretto; co ta 83.004 abitanti (stima 2012).